# Bitzuweisung
Die Bitzuweisung (auch Bitallokation) ist die Zuweisung einzelner Bits auf Modulationskanäle bei bestimmten Modulationsverfahren, die mehrere Kanäle nebeneinander benutzen (QAM, DMT, OFDM). Grund hierfür ist die unterschiedliche Qualität der einzelnen Kanäle (Frequenzen), zum Beispiel durch Störungen von außen wie Leitungsübersprechen. Für jeden Kanal wird das Verhältnis zwischen Nutzsignal und Störungen (Signal-Rausch-Verhältnis SNR) ermittelt. Je besser dieses Verhältnis ist, umso dichter wird ein Kanal benutzt; bei schlechterem Verhältnis wird ein Kanal weniger intensiv oder gar nicht benutzt.
Typisch wird die Bitzuweisung bei ADSL verwendet, hier werden die Kanäle bei der Initialisierung durchgemessen und dabei die Ausnutzung der Kanäle ermittelt.